# Parelectra
Parelectra är ett släkte av fjärilar. Parelectra ingår i familjen nattflyn.
Kladogram enligt Catalogue of Life:
| Parelectra | \| \| Parelectra exaggerata \| \| \| \| \| \| Parelectra homochroa \| \| \| \| |
|            | \| \| Parelectra exaggerata \| \| \| \| \| \| Parelectra homochroa \| \| \| \| |
|            | Parelectra exaggerata                                                          |
|            |                                                                                |
|            | Parelectra homochroa                                                           |
|            |                                                                                |